# Kitfox

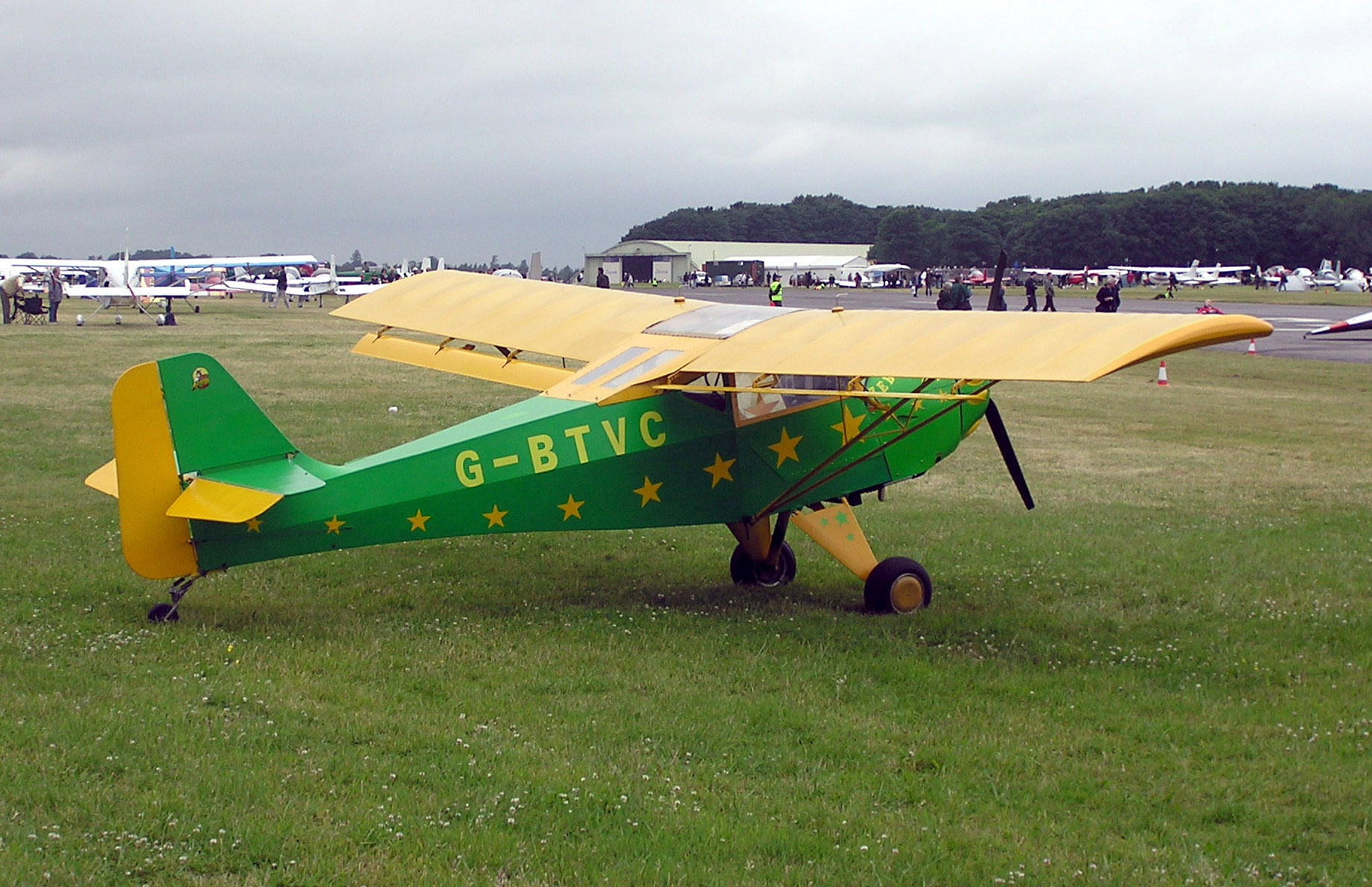
Denney Kitfox Model 2, gebaut 1992

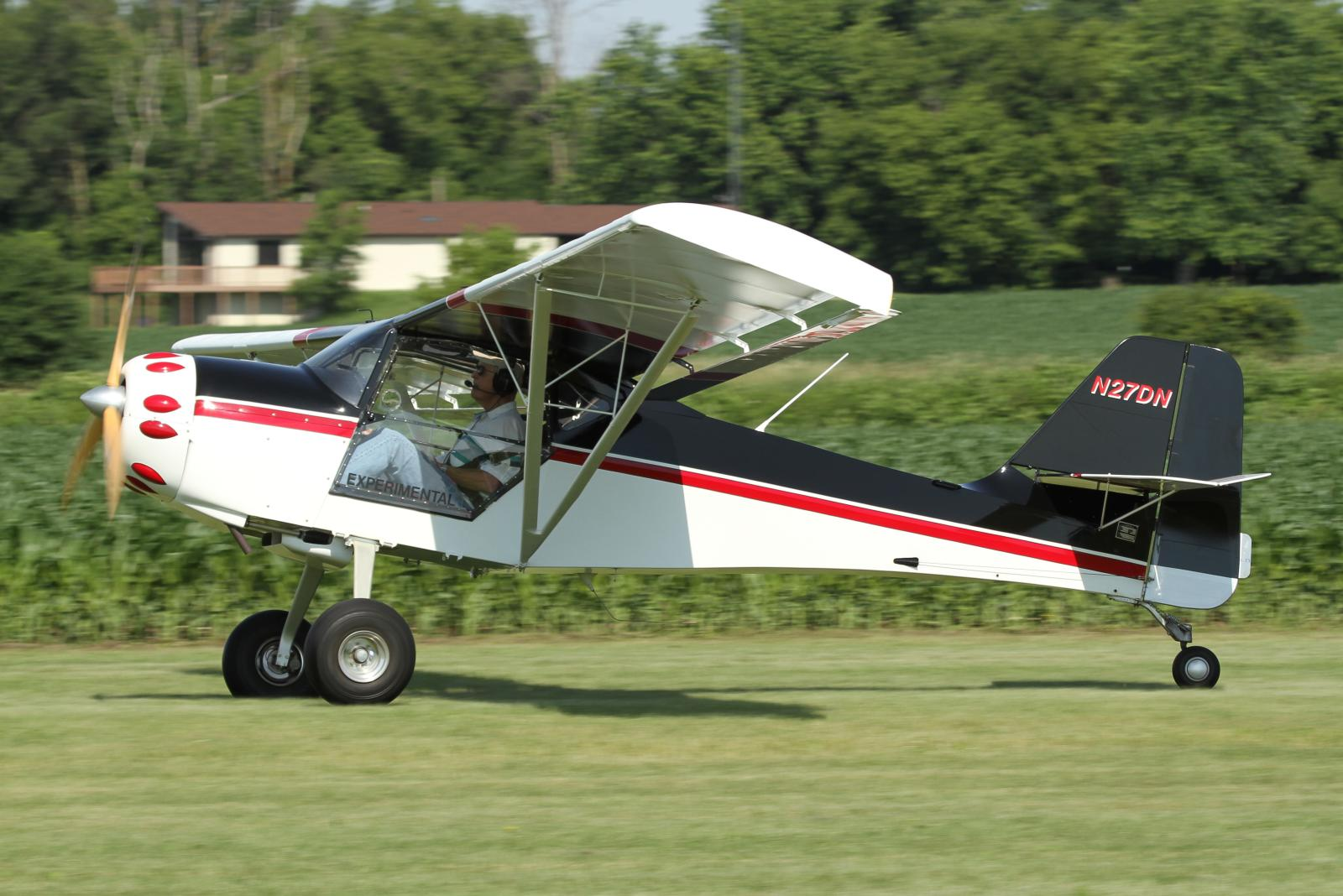
Denney Kitfox Model 3, gebaut 1993

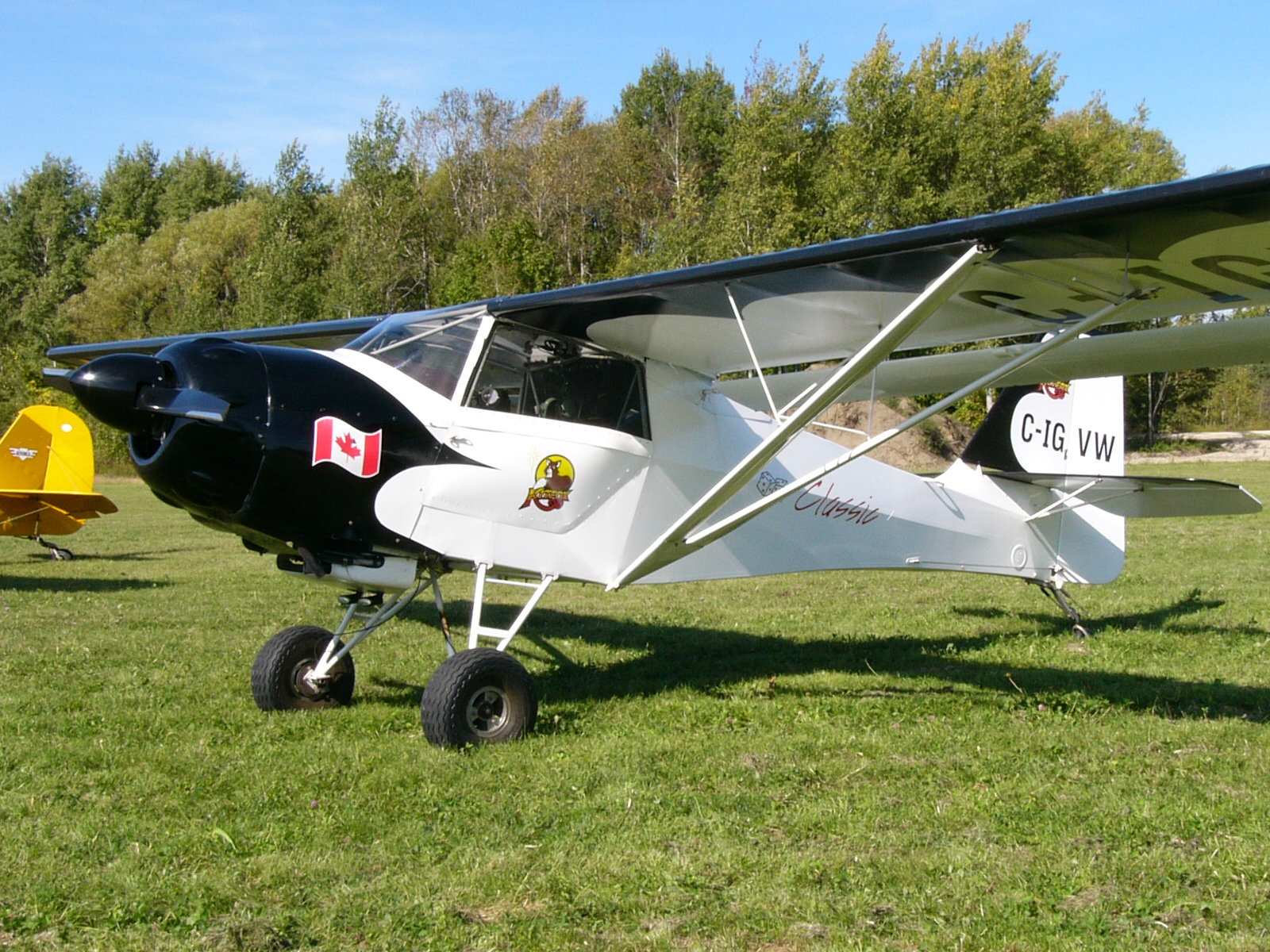
Ein Skystar Kitfox Model 4 registriert als kanadisches Advanced Ultra-light Aeroplane.

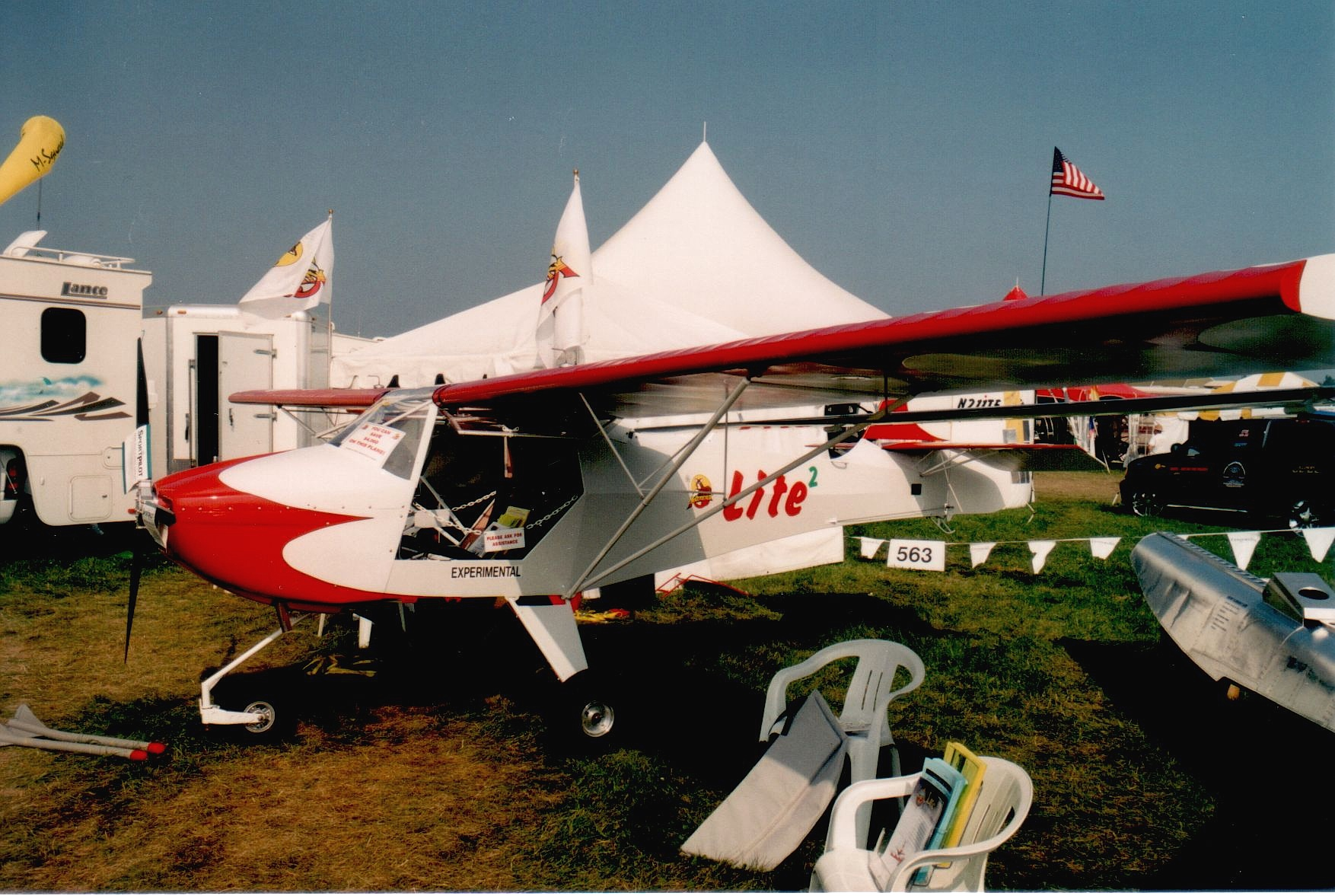
Ein Skystar Kitfox Lite^{2} in Oshkosh 2001

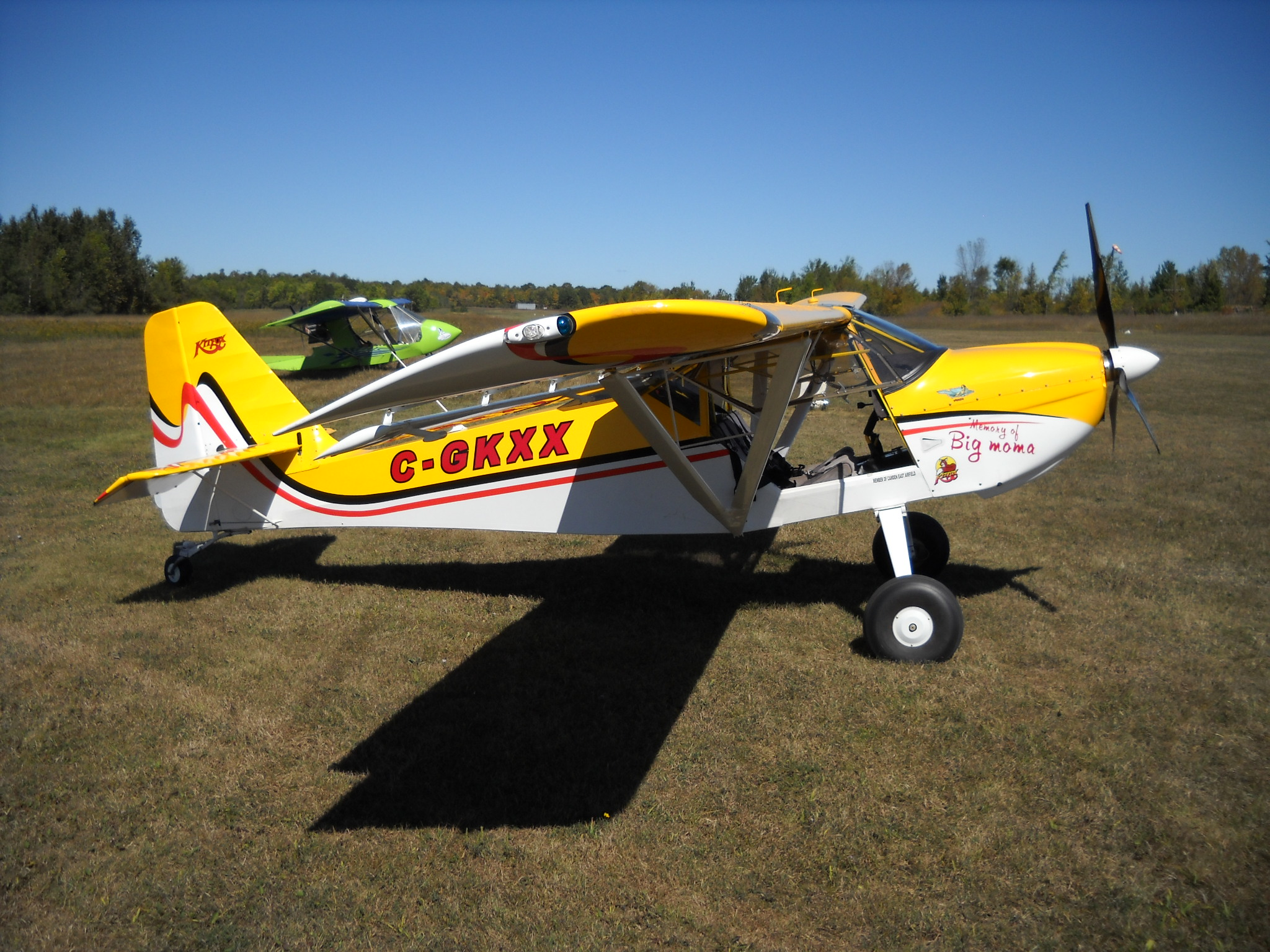
SkyStar Kitfox Series 6

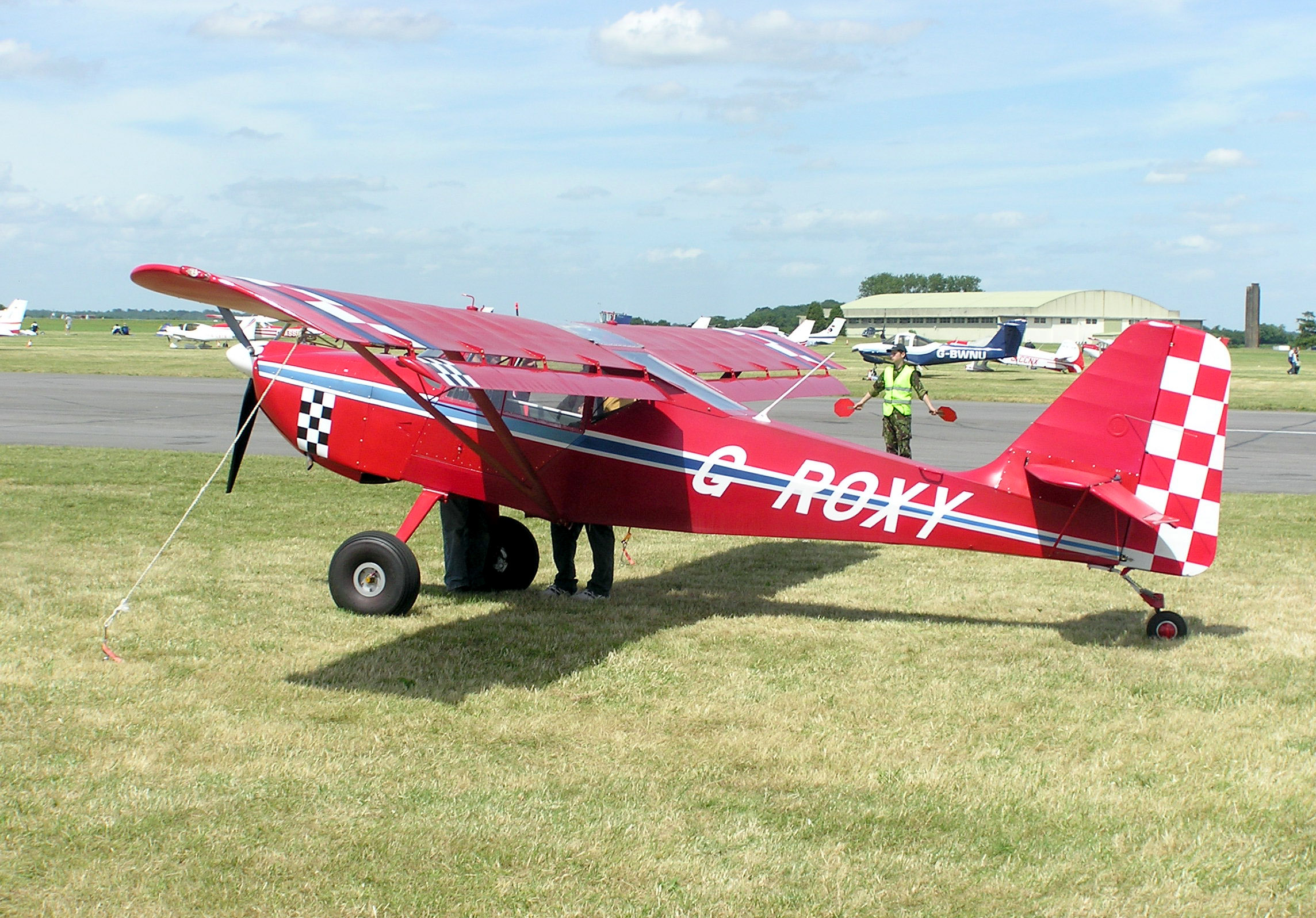
SkyStar Kitfox Series 7, gebaut 2004

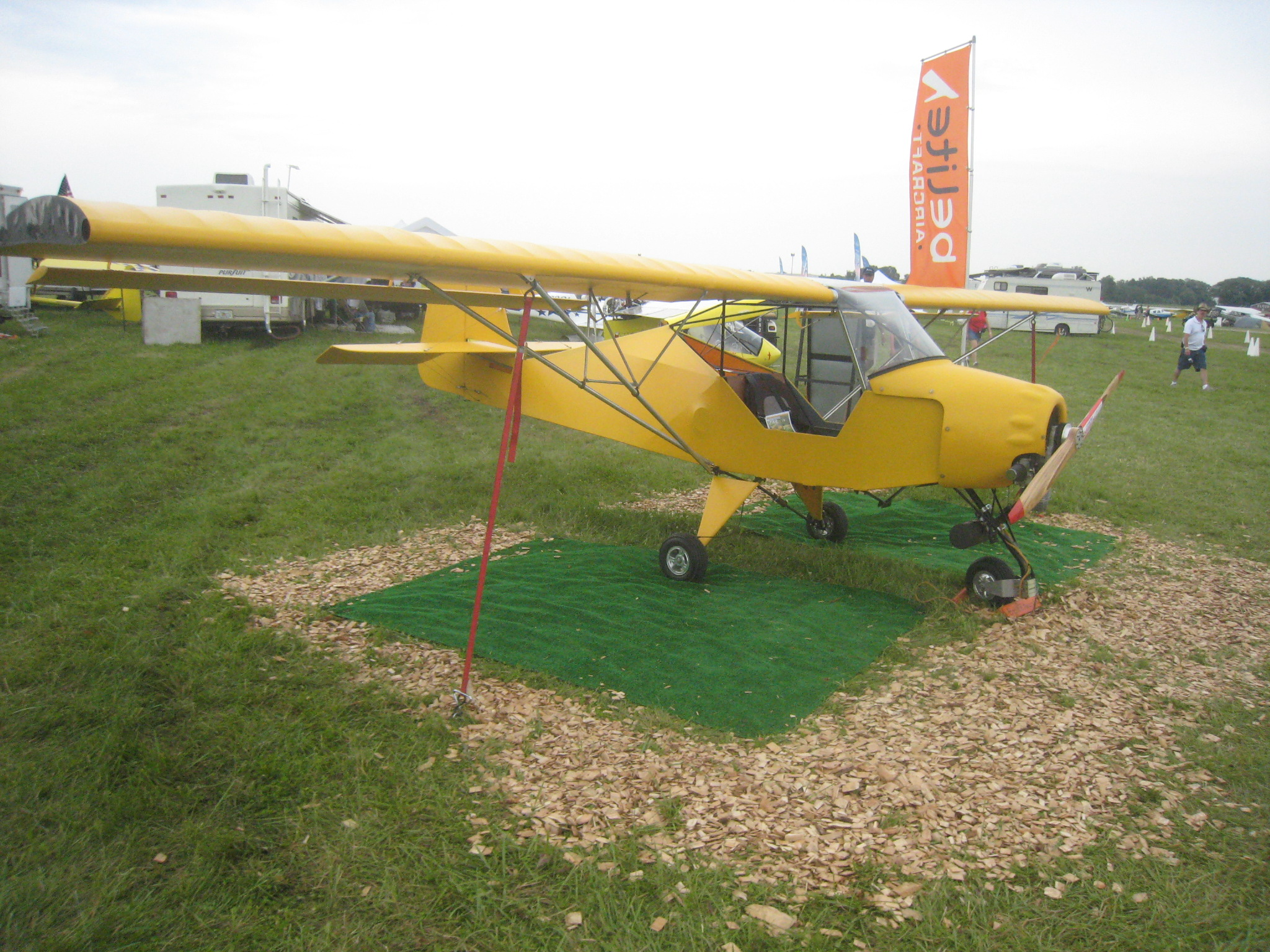
Eine Belite ultralight

Die Denney Kitfox ist eine Serie von kleinen zweisitzigen einmotorigen Bausatzflugzeugen in Hochdeckerkonfiguration, welche von Dan Denney und seiner Firma Denney Aerocraft in Boise, Idaho, entwickelt und hergestellt wurden. Die Flugzeuge sind für den Bau durch Amateure vorgesehen. Über 7000 Bausätze wurden in 43 verschiedene Länder auf der ganzen Welt geliefert. Die Lizenzen wurden seit Bestehen des Flugzeugtypen mehrfach weitergegeben. Inzwischen werden die Bausätze vom Unternehmen Kitfox Aircraft LLC in Homedale, Idaho, in der 7. Entwicklungsstufe hergestellt.
Dank einklappbarer Flügel kann das Flugzeugmuster sehr platzsparend abgestellt werden. Hobbypiloten können den Bausatz durchaus Zuhause in der Garage aufbauen und vergleichsweise einfach zum Flugplatz transportieren. Es können außerdem Schwimmer oder Skier montiert werden. Sämtliche Kitfox-Modelle zeichnen sich durch herausragende STOL-Eigenschaften, gutmütiges Flugverhalten und einen robusten, aber zugleich leichten Aufbau aus. Sie werden dementsprechend gern als Buschflugzeuge bzw. für die Back-Country-Fliegerei verwendet.

## Entwicklung und Geschichte
Das erste Modell, welches im November 1984 von der Denney Aerocraft Fabrik in Boise erstmals hergestellt wurde, war ein zweisitziges STOL-Spornradflugzeug, das von unbefestigten Pisten aus starten konnte. Die Konstruktion war ursprünglich für einen Sternmotor ausgelegt, welcher sich damals in der Entwicklung befand und die frühen Kitfox hatten runde Motorhauben mit Erhebungen zur Aufnahme der Zylinderköpfe. Obwohl ein Sternmotor letztendlich nicht zum Einsatz kam und stattdessen ein Rotax-Zweitaktmotor verwendet wurde, erwies sich die „Retro“-Sternmotorhaube als beliebt und wurde bei vielen Modellen beibehalten. Im Jahr 1984 wurden insgesamt sechs Kitfox der ersten Serie ausgeliefert. Danach wurde die Modellpalette um die verbesserten Modelle 2, 3, 4 und Classic 4 erweitert.
Im Juni 1992 verkaufte Dan Denney die Rechte am Entwurf an SkyStar Aircraft. SkyStar begann mit der Arbeit an einem neuen Flugzeug, der Kitfox Serie 5. Das Flugzeug sollte größer werden, mehr Nutzlast, Kabinen- und Frachtraum bieten sowie zugelassene Flugmotoren verwenden können. Die Serie 5 wurde als Flugzeug mit Spornfahrwerk unter den Namen Outback und Safari sowie als Flugzeug mit Dreiradfahrwerk unter den Namen Vixen und Voyager produziert. Im Jänner 2000 wurde SkyStar Aircraft von einem Mitarbeiterkonsortium übernommen. Das reorganisierte Unternehmen brachte die Kitfox Serie 6 auf den Markt. Später im Jahr 2000 führte das Unternehmen auch die Kitfox „Lite Squared“ ein, eine abgespeckte Version der Kitfox Classic 4.
Im Jahr 2002 führte SkyStar die Kitfox Series 7 ein. Dieses Flugzeug ist in der Lage, Geschwindigkeiten von über 150 Meilen pro Stunde (241 km/h) zu erreichen und hat eine Dienstgipfelhöhe von über 7.620 m (25.000 Fuß). Das Design der Serie 7 entsprach der damals von der Federal Aviation Administration vorgeschlagenen Kategorie der leichten Sportflugzeuge besser als die Lite Squared und wurde zum Hauptmodell des Unternehmens. Mit der Weiterentwicklung der LSA-Regeln und der Erhöhung die Gesamtmasse wurde deutlich, dass eine spezielle Version der Kitfox Serie 7, die Kitfox Sport, nicht benötigt wurde und dass alle drei damals produzierten Kitfoxe – die Lite, die Classic 4 und die Serie 7 – die überarbeitete LSA-Kategorie erfüllen würden.
Ende 2005 meldete SkyStar Aircraft Konkurs an. Im April 2006 wurden die Vermögenswerte von SkyStar durch Kitfox Aircraft erworben, einem neu gegründeten Unternehmen im Besitz von John und Debra McBean. John McBean ist ein ehemaliger SkyStar-Mitarbeiter, welcher das Unternehmen 2003 verlassen hatte.

## Varianten
Modell 1
Ursprungsmodell von 1984 mit Sternmotorhaube und 64 PS (48 kW) Rotax 532 als Standardmotor. Es wurden insgesamt 257 Bausätze produziert.
Modell 2
Das Modell mit vergrößertem Rahmen wurde 1989 eingeführt und war mit dem 64 PS (48 kW) starken Rotax 582 Motor erhältlich. Außerdem wurde der Rahmen noch stabiler gestaltet. Die Bruttomasse wurde auf 950 lb (431 kg) erhöht. Es wurden 490 Exemplare hergestellt.
Modell 3
Weist strukturelle Änderungen auf, die die Flugeigenschaften verbessern und eine bessere Plattform für leistungsstärkere Motoren wie den 80 PS (60 kW) Rotax 912 bieten sollten. Darüber hinaus wurden Seiten- und Höhenruder vergrößert. Die Variante ist die letzte mit dem bisher verwendeten Tragflächenprofil, welche schon ab Model 1 verwendet wurde. Es wurden insgesamt 466 Stück produziert.
Modell 4-1050
Eine Neukonstruktion, welche 1991 eingeführt wurde. Sie verfügt über ein neu entwickeltes Laminar-Profil, kombinierte Querruder und Landeklappen (Flaperon) Flaperon-Halterungen aus Metall und ein neues 2:1-Differenzial-Querruder-Steuerungssystem. Die Bruttomasse des Kitfox Model 4-1050 war mit 476 kg (1.050 lb) das gleiche wie das des Model 3. Zu den Standardmotoren des Modells 4 gehören der 80 PS (60 kW) starke Rotax 912 und der 100 PS (75 kW) starke Rotax 912S. Es wurden 322 Stück gebaut.
Modell 4-1200 (Classic IV)
Die 4-1200, auch bekannt als Classic 4, ist die letzte Version des ursprünglichen Kitfox von 1984. Die 1991 eingeführte Classic 4 verfügt über stärkere Flächenstreben, Fahrwerksbeine und Rumpfdurchführungen, welche eine Gesamtmasse von 544 kg (1.200 lb) ermöglichen. Die Höhe des Seitenleitwerks und des Seitenruders wurde um 25 cm (10 Zoll) und die Breite des Seitenruders um 5 cm (2 Zoll) erhöht.
Model 4 Speedster
Eine Variante der Classic 4 mit kürzeren Flügeln für eine höhere Reisegeschwindigkeit und Rollrate.
Kitfox XL
Eine 1994 eingeführte Leichtbauvariante der Classic 4 mit 50 PS (37 kW) starkem Rotax 503 als Standardtriebwerk. Das Flugzeug war als Ultraleichttrainer gedacht, wurde aber wenig nachgefragt.
Kitfox Lite
Einsitzige Variante für den US-amerikanischen Markt von Skystar Aircraft. Die Lite weist ein ähnliches Design wie die größeren Modelle auf, einschließlich der radialen Motorhaube, der einklappbaren Tragflächen und der Flaperons. Der ursprüngliche Motor war ein Sondermodell des 2si 460-F35 Zweizylinder-Zweitaktmotors, welcher auf Luftkühlung und Direktantrieb umgestellt wurde und 28 PS (21 kW) leistete.
Kitfox Lite²
Eine verbesserte Variante des Kitfox XL, welche 2001 eingeführt wurde. Die Lite² wird von einem 50 PS (37 kW) starken Rotax 503 angetrieben und verfügt über die beliebte Radialverkleidung, Flaperons und einen geschweißten Stahlrohrrumpf, der mit dem Kunstfasermaterial von Stits Aircraft bespannt ist. Das Flugzeug war ein Erfolg und verkaufte sich sowohl als komplettes Flugzeug als auch als Bausatz gut.
Series 5 (Safari, Vixen, Outback, Voyager)
Die Serie 5 wurde 1994 eingeführt und war für die Verwendung von Continental- und Lycoming-zertifizierten Motoren zusätzlich zu den Rotax 912-Motoren vorgesehen. Die Version mit Spornrad wurde Safari und die Version mit Dreiradantrieb Vixen genannt. Die Vixen verfügte über ein gepfeiltes Heck, eine kosmetische Änderung, die die Leistung nicht beeinträchtigte. Die Bruttomasse betrug ursprünglich 635 kg (1.400 lb) und wurde 1995 auf 703 kg (1.550 lb) erhöht. 1998 wurde der Marketingname der Safari in Outback und der Vixen in Voyager geändert.
Series 5 Speedster
Eine Variante der Serie 5 mit einem kürzeren Flügel für eine höhere Reisegeschwindigkeit.
Series 6
Die im Jahr 2000 eingeführte Serie 6 hat eine Nutzlast von bis zu 363 kg (800 lb), eine Reichweite von über 1.127 km (700 nm) und eine Reisegeschwindigkeit von über 193 km/h (120 mph). Das Flugzeug kann von Dreipunktfahrwerk- auf Spornradkonfiguration umgerüstet werden.
Series 7
Mit der Serie 7 wurde eine Reihe von Verbesserungen eingeführt. Die Reisegeschwindigkeit konnte auf 193 km/h (120 mph) erhöht werden, die Reichweite betrug fortan 1.127 km (700 miles) und die Nutzlast 318 kg (700 lb). Ausgestattet mit dem Rotax 914-Turbomotor erreicht das Flugzeug eine Dienstgipfelhöhe von 7.600 m (25.000 Fuß). Weitere verfügbare Triebwerke sind Continental, Lycoming, Rotax 912S, Rotec R2800, Jabiru 3300 und der Rotax 915is Motor. In der Kategorie der leichten Sportflugzeuge in den Vereinigten Staaten wird sie als Super Sport vermarktet. Die Bauzeit für den vom Werk gelieferten Bausatz wird auf 1000 Stunden geschätzt.
Series 7 STI
Eine Version der Serie 7 mit einem größeren Profil, um die STOL-Leistung zu erhöhen.
Series 7 Speedster
Eine Version der Serie 7 mit kürzeren Flügeln, um die Geschwindigkeit zu erhöhen, ähnlich wie bei der Serie 4 Speedster.
Kitfox SLSA
Version der Serie 7 für den Markt der leichten Sportflugzeuge, mit 599 kg (1.320 lb) Bruttoabflugmasse und dem 100 PS (75 kW) Rotax 912ULS-Motor[14] Das Modell steht auf der Liste der zugelassenen United States Light Sport Aircraft der Federal Aviation Administration.

## Spezifikationen
| Daten                   | Kitfox Classic IV            | SERIES 7 Super Sport             | SERIES 7 STi                     |
| ----------------------- | ---------------------------- | -------------------------------- | -------------------------------- |
| Länge                   | 5,6 m                        | 5,99 m                           | 5,99 m                           |
| Spannweite              | 9,76 m                       | 9,45 m                           | 9,75 m                           |
| Höhe                    | 1,73 m (Spornrad)            | 1,72 m                           | 1,72 m                           |
| Flügelfläche            | 12,28 m²                     | 12,26 m²                         | 13,75 m²                         |
| Leermasse               | 295 kg                       | 340 kg                           | 374 kg                           |
| Bruttomasse             | 544 kg                       | 600 kg                           | 600 kg                           |
| Triebwerk*              | 1 × Rotax 912, 80 PS (60 kW) | 1 × Rotax 915 iS 140 PS (104 kW) | 1 × Rotax 915 iS 140 PS (104 kW) |
| Höchstgeschwindigkeit   | 190 km/h / 102 kts           | 210 km/h / 113 kts               |                                  |
| Reisegeschwindigkeit    | 178 km/h / 96 kts            | 198 km/h / 107 kts               | 169 km/h / 91 kts                |
| Überziehgeschwindigkeit | 60 km/h / 32 kn              | 68 km/h / 37 kts                 | 51 km/h / 27,53 kts              |
| Reichweite              | 1272 km                      | 965 km                           |                                  |
| Steigrate               | 6,1 m/s                      | 5 m/s                            | 9,14 m/s                         |

*Angaben variabel – das Flugzeug kann mit einer Vielzahl an Motoren für den Ultraleicht-Bereich ausgestattet werden.